# Nenadkevichita
La nenadkevichita és un mineral de la classe dels ciclosilicats, i dins d'aquesta pertany a l'anomenat “grup de la labuntsovita”. Va ser descoberta l'any 1955 en una mina del massís de Lovozero, a la península de Kola, a l'óblast de Múrmansk (Rússia), sent nomenada així en honor d'Avtonomovich Nenadkevich, mineralogista rus.

## Característiques químiques
És un ciclosilicat amb estructura d'anells de 4 membres de sílice, amb sodi i niobi per a l'Associació Mineralògica Internacional i amb calci i titani per a uns altres, pertanyent a l'anomenat grup dels niobiosilicats o grup de la labuntsovita.
A més dels elements de la seva fórmula, sol portar com a impureses: alumini, terres rares, potassi, ferro, manganès, magnesi i bari.

## Formació i jaciments
Apareix entre cristalls del mineral microclina en pegmatita rica en albinta i natrolita, en sienita amb nefelina en un macís alcalí diferenciat; també s'ha trobat en pegmatites en cavitats de roques ígnies, en xenòlits en un complex sienita-gabre alcalí intrusiu.
Sol trobar-se associat a altres minerals com: microclina, egirina, catapleita, ancilita-(Ce), epididimita, eudialita, sérandita, pectolita, apofil·lita, monteregianita-(I) o vesuvianita.